# Eupelops margatensis
Eupelops margatensis är en kvalsterart som beskrevs av Engelbrecht 1975. Eupelops margatensis ingår i släktet Eupelops och familjen Phenopelopidae. Inga underarter finns listade i Catalogue of Life.